# Eunymphicus uvaeensis
El perico de Uvea (Eunymphicus uvaeensis) una especie de ave psitaciforme de la familia Psittaculidae endémica de la isla de Uvea, de las islas de la Lealtad pertenecientes a Nueva Caledonia. Anteriormente se consideraba conespecífico del perico cornudo de la isla principal de Nueva Caledonia, pero actualmente se consideran especies separadas.

## Descripción
El perico de Uvea a diferencia de los demás loros tiene un penacho de plumas erguidas en su cabeza. El penacho está compuesto por seis plumas que se riza hacia delante. Su plumaje es principalmente verde con las partes inferiores más amarillentas y con las plumas de vuelo de alas y cola de color azul intenso. La parte frontal de su rostro es negruzca y su pico negro y tiene una pequeña mancha roja en la frente, pero carece de la zona amarillenta en la nuca que tiene el perico cornudo.   

## Hábitat
La especie prefiere los hábitats de bosque natural y laurisilva mientras que evita las plantaciones de cocoteros y la vegetacición costera. Están activos en las primeras horas de la mañana y por la tarde, y están más inactivos durante las horas de calor. Se alimentan de gran variedad de frutos y semillas, siendo los higos de los árboles del género Ficus particularmente importantes. 

## Reproducción
La época de cría del perico de Uvea tiene lugar de agosto a enero. Anida en los huecos naturales de los árboles, ubicándose el nido el 90% de las veces en ejemplares de los géneros Syzygium y Mimusops. Suelen poner tres huevos (ocasionalmente dos) en la cavidad y los incuban durante 21 días. El periodo de desarrollo de los polluelos dura unos 43 días, y tienen una media de éxito reproductivo de alrededor 1,5 polluelos por nido. Sin embargo, la supervivencia de los juveniles es menor, ya que el 0,75 de ellos sobrevive un mes tras haber dejado el nido. La principal causa de mortalidad de los juveniles es el hambre (más común entre los más pequeños y débiles), la depredación de los azores australianos y la captura de los humanos (para el tráfico de mascotas).

## Estado de conservación
En el pasado se extendía por las demás islas de la Lealtad, y se intentó reintroducirlo sin éxito en Lifou en 1925 y 1963. Una fuente informa que las aves reintroducidas simplemente regresaron a Uvea volando. Estudios sobre el potencial de éxito reproductivo en las dos islas revelaron que las futuras reintroducciones en Lifou fracasarán a menos que se controle la población de ratas negras. Están amenazados por la pérdida de hábitat y el tráfico de mascotas. Alrededor del 30-50% de su hábitat se ha perdido en las tres últimas décadas. Las capturas para el tráfico de aves no solo reduce el número de aves reproductoras, sino que el método de captura que implica cortar los árboles para alcanzar a los polluelos reduce el número de lugares de anidamiento para el futuro, y la disponibilidad de cavidades limita la población. En el caso de que las ratas negras llegaran a Uvea la especie podría enfrentarse a la extinción. 
El perico de Uvea se incluye en el apéndice I del CITES y la UICN la considera en peligro de extinción. Las causas para considerarla amenazada es su pequeña población, su limitada distribución y la pérdida de hábitat. Sin embargo, en los últimos años la involucración de la comunidad local en la conservación de esta especie ha contribuido a que la población de perico de Uvea pasara de 617 en 1993 a 2.090 en 2009.